# Spaniacris
Spaniacris is een geslacht van rechtvleugeligen uit de familie Romaleidae. De wetenschappelijke naam van dit geslacht is voor het eerst geldig gepubliceerd in 1937 door Hebard.

## Soorten
Het geslacht Spaniacris  is monotypisch en omvat slechts de volgende soort:
- Spaniacris deserticola (Bruner, 1906)